# Beweging van de Vijfde Republiek
De Beweging van de Vijfde Republiek (Spaans: Movimiento V [Quinta] República, MVR) was een politieke partij in Venezuela, waarvan de toenmalige president Hugo Chávez leider was.
Chávez richtte de partij op in 1997 en haalde in 1998 de verkiezingsoverwinning. Op 20 oktober 2007 ging de partij op in de Verenigde Socialistische Partij van Venezuela (PSUV), de nieuwe linkse eenheidspartij van Chávez.
De partij zette zich in voor het armste deel van de bevolking, die de partij door middel van overheidsprogramma's uit de armoede wilde helpen. Dit werd onder meer betaald vanuit de grote olievoorraden die het land heeft.